# والان

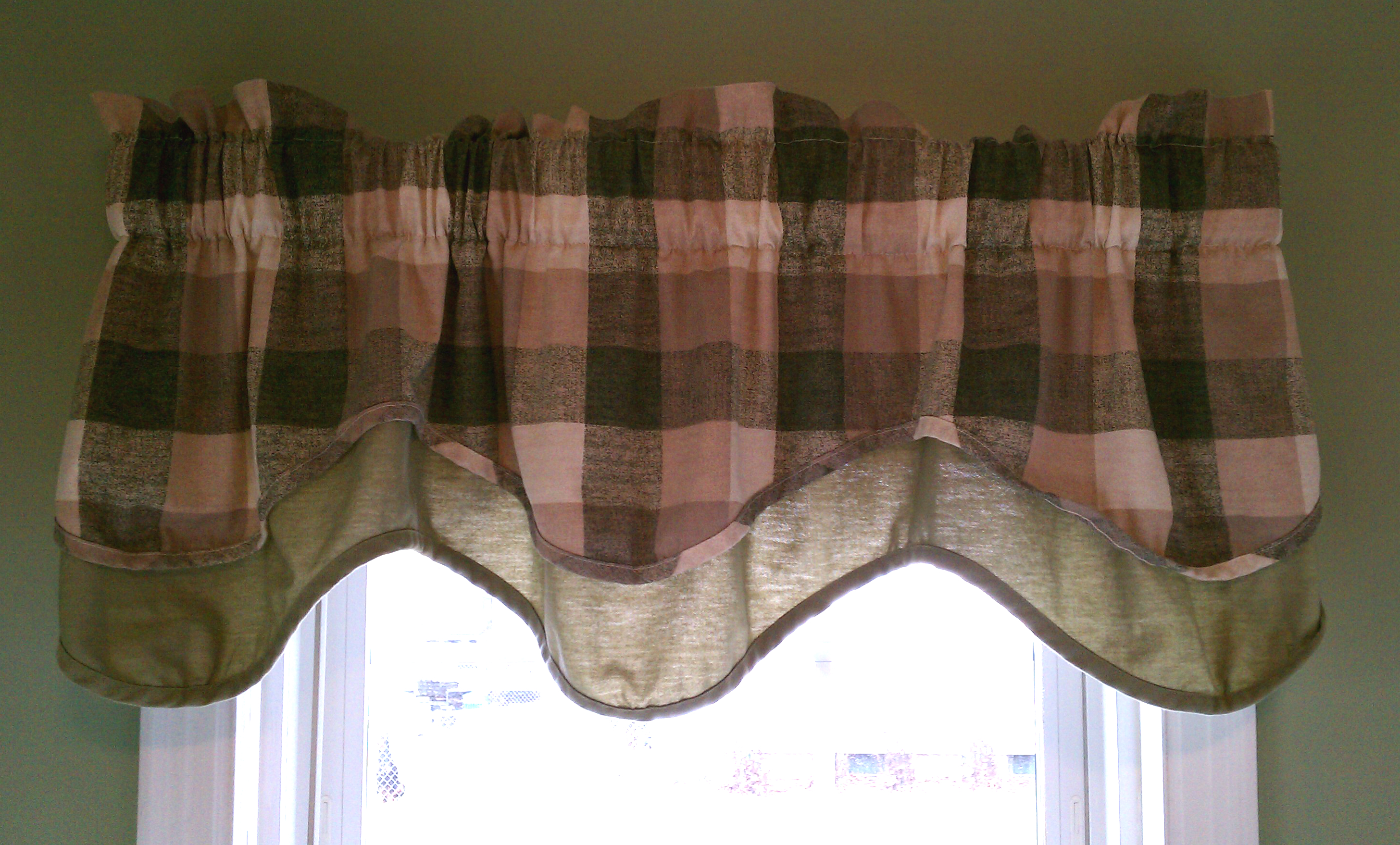
والان

کتیبه پرده یا به فنگلیش والان (به انگلیسی: Valance) آویز و نیم‌پرده‌ای است که بخش بالایی پنجره را به منظور جلوگیری از ورود گرد و غبار و سرما و گرما از درز بالای چوب پرده می‌پوشاند و می‌تواند به‌تنهایی یا همراه پرده به‌کار رود. همچنین به دامن تخت که برای پوشاندن اطراف تختخواب به منظور جلوگیری از ورود گرد و غبار و استفاده از آن فضا برای انبار استفاده می‌شود نیز گفته می‌شود.
کتیبه پرده دارای انواع زیر است:
- کتیبه پرده ساده
- کتیبه پرده جناغی (مجلل، جناغی، پلیسه‌ای)
- کتیبه پرده آبشار (تونلی یا ماه)
- کتیبه پرده هلالی یا هفت و هشت
- کتیبه پرده چوبی
- کتیبه پرده پفکی
- کتیبه پرده آویز (فنگلیش: دراپه‌ای، فرنگی: لوور دراپه)